# Уивер, Марджори
Марджори Уивер (англ. Marjorie Weaver; 2 марта 1913, Кросвилл, Теннесси, США — 1 октября 1994, Остин, Техас, США) — американская актриса кино и театра, певица, её карьера длилась с начала 30-х до начала 50-х годов XX столетия.

## Биография
Родилась 2 марта 1913 года в семье Джона Томаса Уивера и его супруги Эллен (урождённой Мартин). С детства была музыкально одарена. В 1923—1924 годах она выходила на бродвейскую сцену в знаменитом мюзикле Безумства Зигфелда. Обучалась в Университетах Кентукки и Индианы . Занималась музыкой и победила в конкурсах красоты в обоих учебных заведениях.
Уивер начала свою актёрскую карьеру на театральных подмостках в начале 1930-х годов, а также работала моделью и певицей. Она получила свою первую роль в кино в 1934 году, но её имя даже не было указано в титрах. С 1936 по 1945 Уивер немало снималась, а наиболее удачными её работами стали роли в фильмах: «В Калифорнии» (1937) с Рикардо Кортесом, «Второй медовый месяц» (1937) с Тайроном Пауэром и Лореттой Янг и «Молодой мистер Линкольн» (1940) с Генри Фонда. Также она сыграла главную женскую роль в трёх фильмах о приключениях детектива Майкла Шейна, где её партнёром был Ллойд Нолан.
В 1945 году актриса снялась вместе с Робертом Лоури (всего на их счету 11 совместных работ) в криминальной комедии «Супермодель». Это была её последняя крупная роль. В начале 50-х она сыграла три небольшие роли в кино и на ТВ, после чего окончательно ушла из профессии.

## Личная жизнь
22 октября 1937 года в городе Гошен, штат Индиана, она вступила в брак с морским офицером Кеннетом Джорджем Шахтом. Они развелись в 1941 году, после того, как видели друг друга только 16 дней в течение их четырёхлетнего брака . Во время войны Шахт был захвачен японцами и погиб.
В 1943 году Марджори вышла замуж за бизнесмена Дона Бриггса, у них родились сын Джоэл и дочь Ли. Вместе с мужем они имели весьма успешный бизнес по производству ликёров.
Умерла от сердечного приступа 1 октября 1994 года, в возрасте 81 года.

## Марджори Уивер о себе
У меня была фантастическая карьера для девушки без всяких талантов. Я не умела петь, я не умела танцевать, но делала и то, и другое. Это была замечательно — никакого давления, никакой спешки, только удовольствие.